# توتسکوئه (پایگاه هوایی)
توتسکوئه (پایگاه هوایی) (به انگلیسی: Totskoye (air base)) یک فرودگاه نظامی است که یک باند فرود بتن دارد و طول باند آن ۲۵۰۰ متر است. این فرودگاه در کشور روسیه قرار دارد و در ارتفاع ۹۰ متری از سطح دریا واقع شده است.